# Wat Phra Kaew
De Wat Phra Kaew (Nederlands: Tempel van de Smaragdgroene Boeddha, Thai: วัดพระแก้ว; volledige officiële naam Wat Phra Sri Rattana Satsadaram, Thai วัดพระศรีรัตนศาสดาราม) is de belangrijkste boeddhistische tempel van Thailand. De tempel bevindt zich in het historische centrum van Bangkok (district Phra Nakhon, op het eiland Rattanakosin), op het terrein van het Koninklijk Paleis.
De bouw van de tempel begon toen koning Rama I in 1782 de hoofdstad van Thailand (toen nog Siam) verplaatste van Thonburi naar Bangkok. Anders dan andere tempels wonen hier geen monniken; de tempel heeft alleen zeer gedecoreerde gebouwen, standbeelden en pagodes.

## Ubosot met Smaragdgroene Boeddha
Het hoofdgebouw is de centrale ubosot. Het is het heiligste deel van het tempelcomplex en huisvest de Smaragdgroene Boeddha. De ubosot van Wat Phra Kaew staat op een marmeren fundament, dat wordt omringd door een aantal met brons vergulde Garoeda's. De ramen en deuren van de ubosot zijn ingelegd met parelmoerpatronen en bij de trap van de hoofdingang staan stenen leeuwen. Rond de tempel staan twaalf Sala's (paviljoens). Op de muur van de ubosot staan muurschilderingen uit de regeerperiode van Rama III (1824-1851). Op de muurschilderingen staan onderwerpen uit de Traiphum, de overwinning van Gautama Boeddha op Mara en andere taferelen uit de levens van Boeddha.
In de ubosot staat boven een goud altaar de 66 cm lange Smaragdgroene Boeddha. Het beeld wordt ook wel —vooral dankzij de Engelse naam Emerald Buddha— de Boeddha van Smaragd genoemd, maar dat klopt niet aangezien het beeld van jade is gemaakt en niet van smaragd.

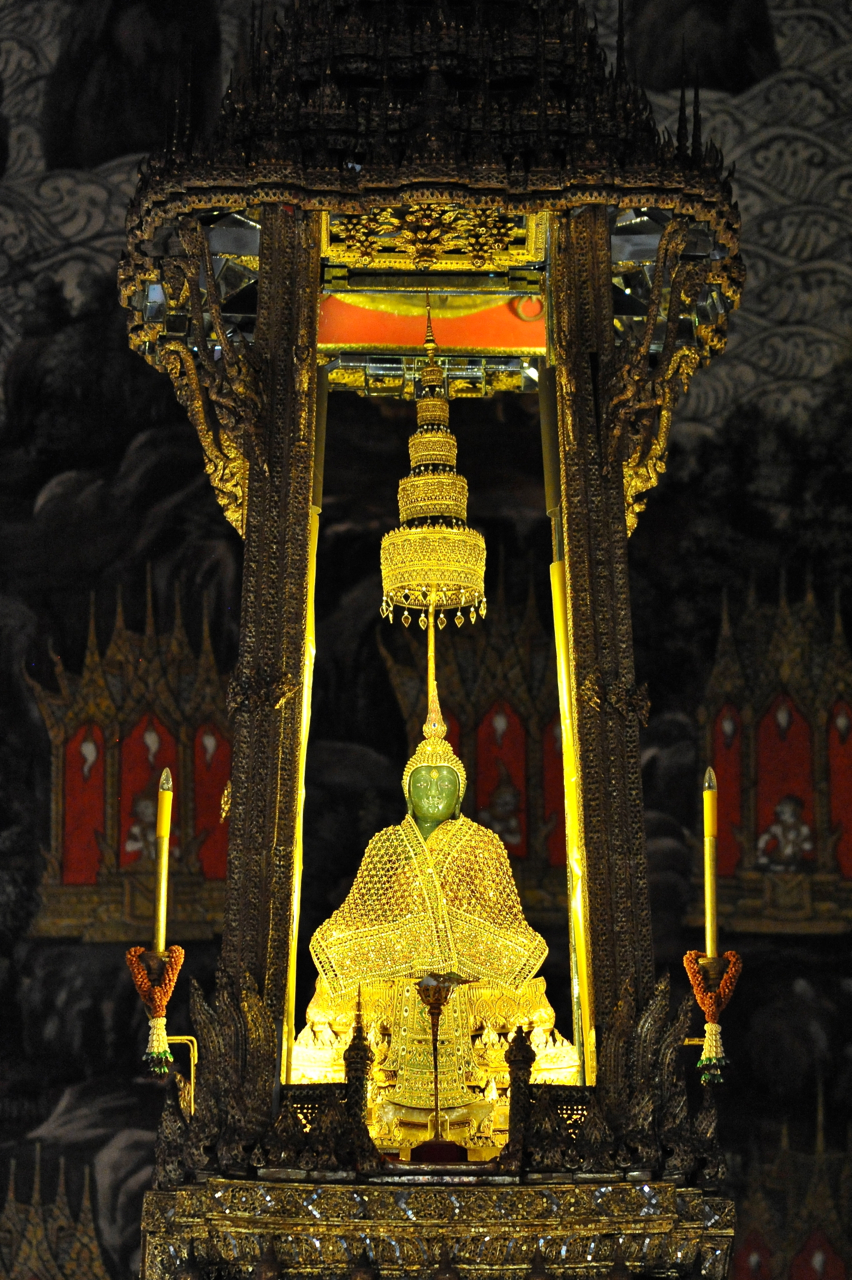
De Smaragdgroene Boeddha

Ondanks zijn kleine afmetingen is deze het belangrijkste godsdienstige symbool voor de Thai. Volgens legendes komt het beeld oorspronkelijk uit India, maar het werd voor het eerst gesignaleerd in 1434 in Chiang Rai in Noord-Thailand. In 1468 werd de Smaragdgroene Boeddha naar Chiang Mai gehaald en in de naar het oosten gerichte nis van de grote chedi van Wat Chedi Luang geplaatst. Ruim 80 jaar later, in 1551, werd hij naar Luang Prabang (Laos) overgebracht. In 1564 bracht Koning Setthathirath het beeld naar zijn nieuwe hoofdstad Vientiane. Nadat het lange tijd in Laos was gehuisvest werd het in 1779 na de inname van Vientiane door koning Taksin en zijn generaal Chakri (de latere koning Rama I) meegenomen naar Thonburi waar het een plaats kreeg in een schrijn vlak bij Wat Arun. In 1784 werd het beeld naar zijn huidige locatie gebracht.
In de vroege Rattanakosin-periode werd de Smaragdgroene Boeddha nog weleens uit de tempel gehaald voor een soort processie door de straten van Bangkok. Dit om de stad en omgeving te behoeden voor onheil zoals de pest en cholera. Echter, Rama IV was bang dat het heilige beeld beschadigd kon raken tijdens de processie en besloot dat het niet langer de tempel mocht verlaten. Ook zijn moderne denkwijze dat ziekten werden verspreid door ziektekiemen en niet door boosaardige geesten of het kwaadaardig stemmen van Boeddha hielp mee bij dit besluit.

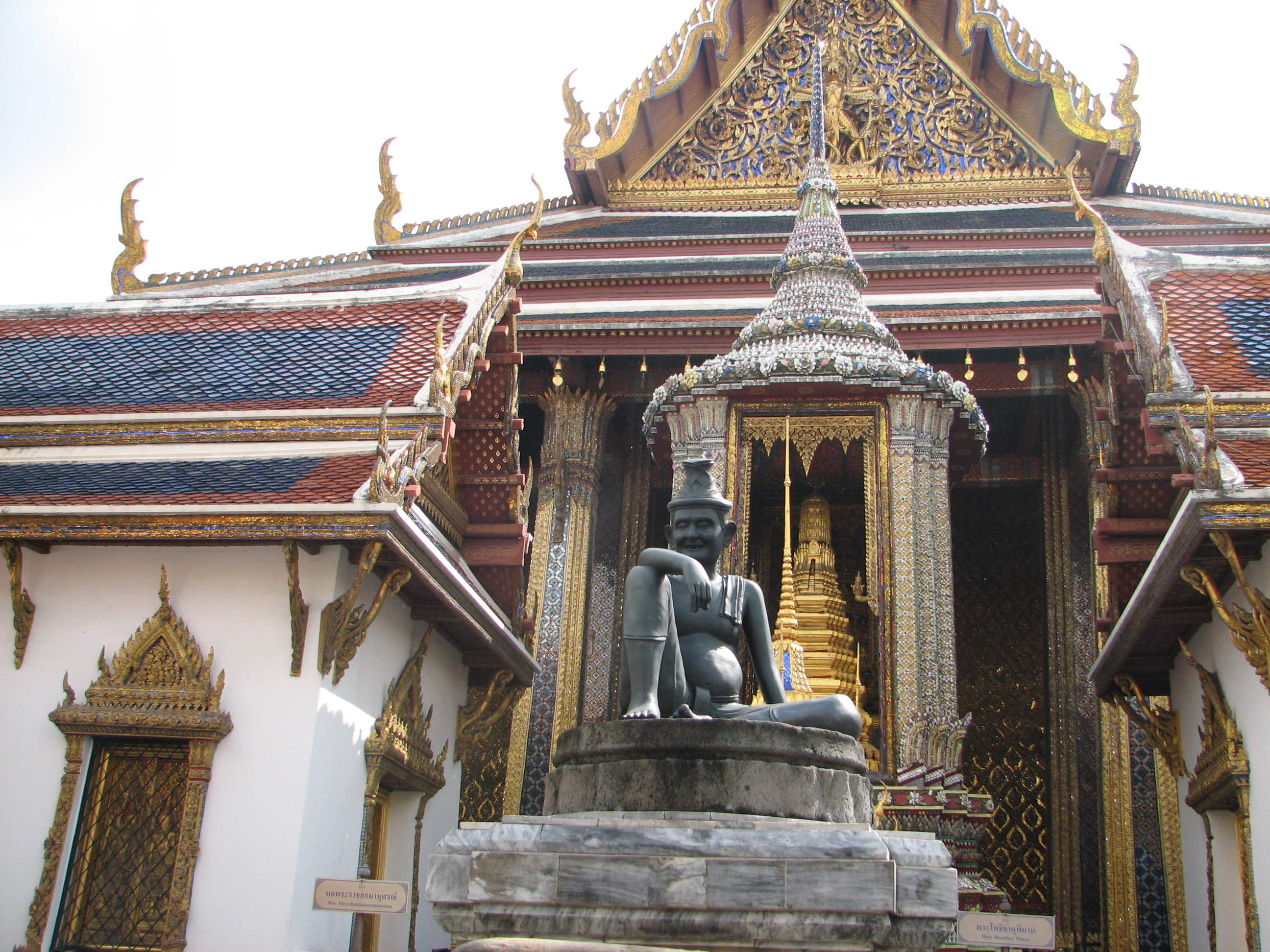
De ingang van de ubosot
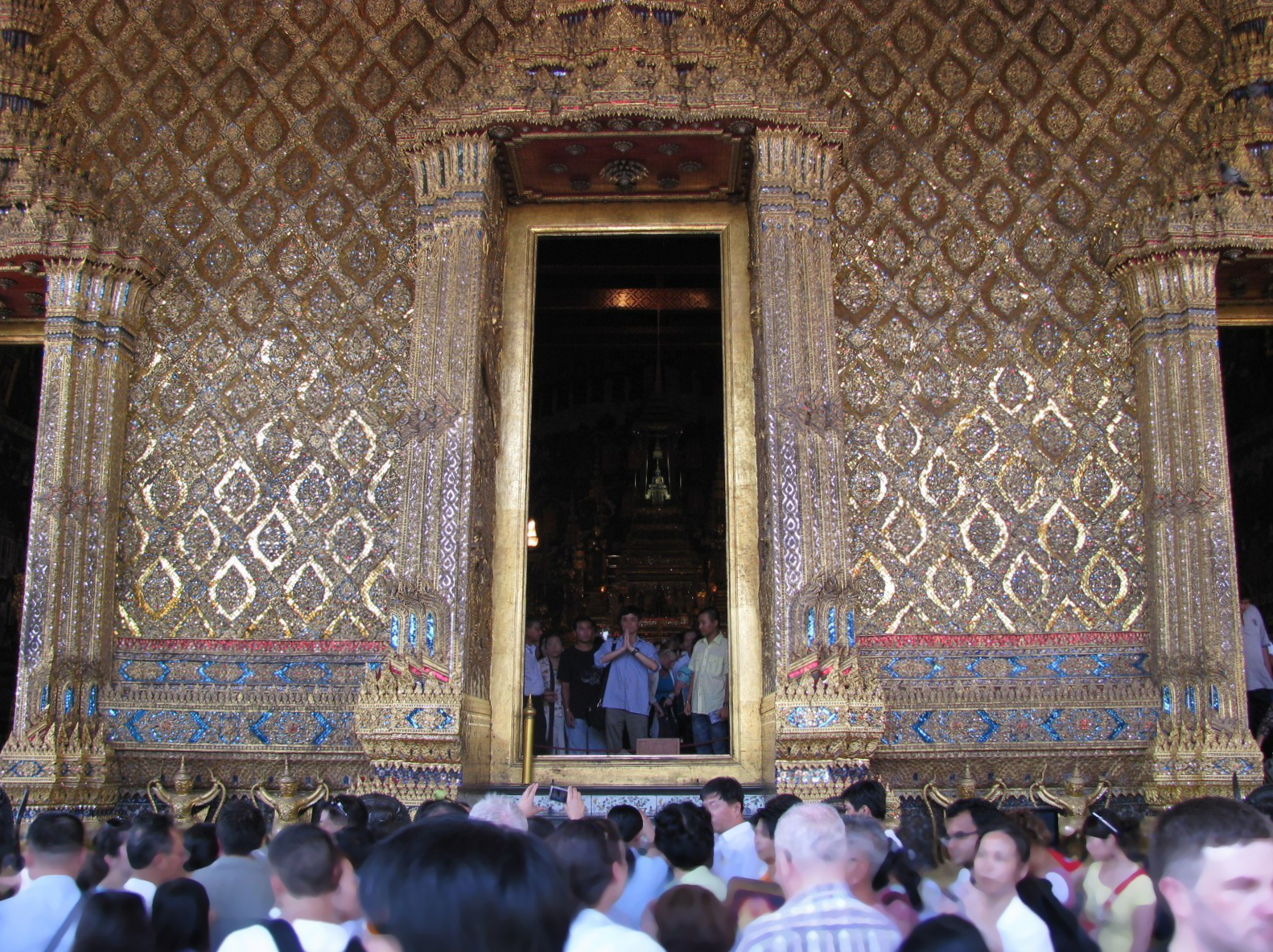
De ingang van de ubosot
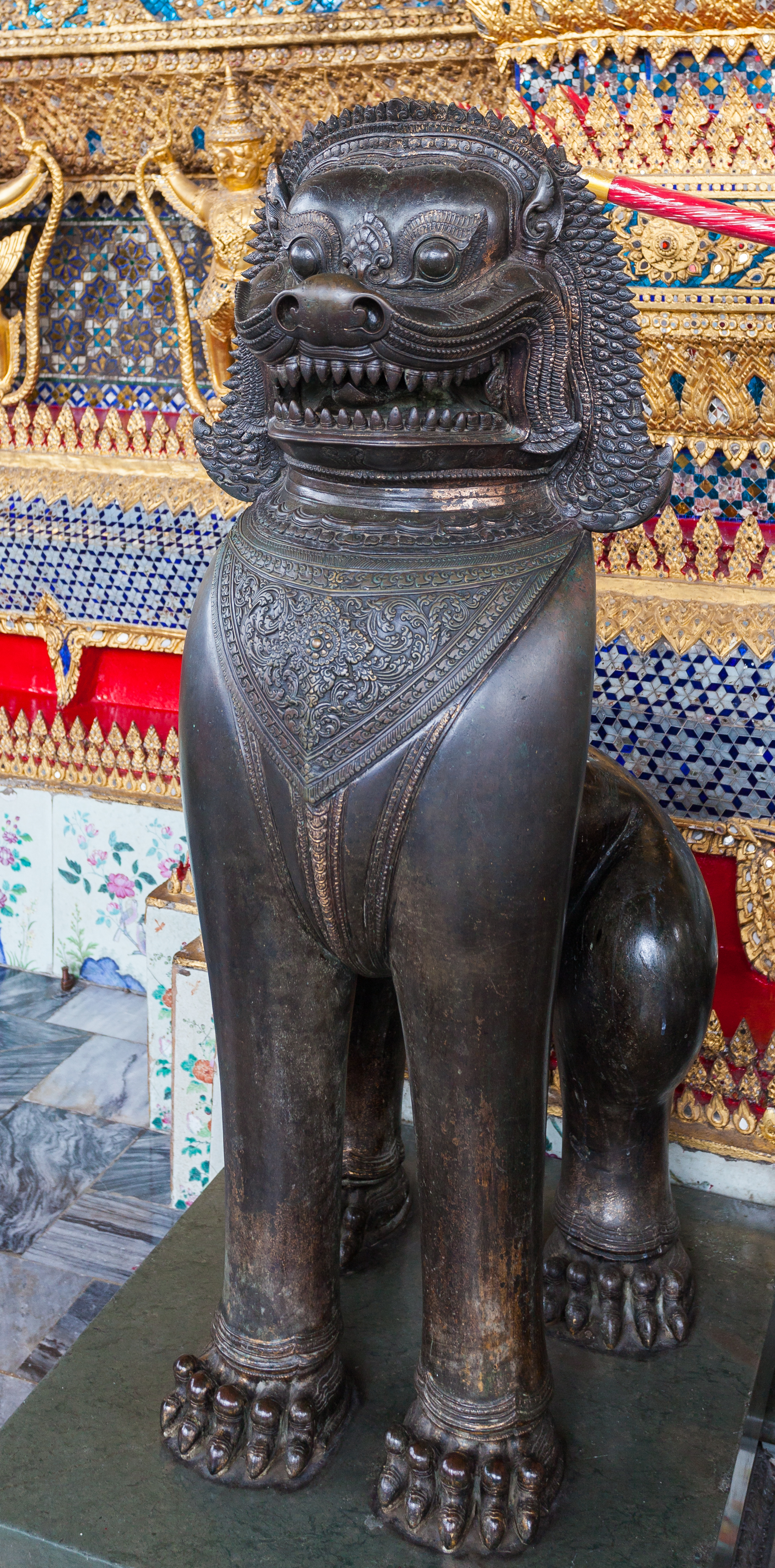
Beeld van leeuw bij ingang ubosot

## Rest van het tempelcomplex

### Overzicht
De nummers in de tekst hieronder corresponderen met de nummers op de kaart hierboven.

### Verhoogd terras
Ten noorden van de ubosot (nr.1) bevinden zich vier gebouwen op een verhoogd terras. De Phra Si Rattana Chedi (nr.11) werd door Rama IV gebouwd als schrijn voor een deel van het borstbeen van Boeddha. De gouden tegels werden later toegevoegd door Rama V. De aangrenzende Phra Mondop (nr.12), gebruikt als bibliotheek, werd door Rama I gebouwd als ruimte om boeddhistische geschriften onder te brengen. Buiten het gebouw staan monumenten voor alle koningen van de Chakri-dynastie (nrs. 18 t/m 21) en bronzen beelden van de koninklijke witte olifanten (nr.10). Ten noorden van de bibliotheek staat een model van Angkor Wat (nr.15) in Cambodja. Het werd gemaakt om het volk de grootsheid van de 12de-eeuwse Khmer-architectuur te tonen. Onder Rama IV stond Cambodja onder Thais gezag. De Prasat Phra Thep Bidon (nr.13) is de koninklijke pantheon, een eregebouw voor de overleden Chakrikoningen met beelden van alle koningen. Rama IV wilde de ruimte gebruiken voor de Smaragdgroene Boeddha maar uiteindelijk vond hij deze ruimte daarvoor te klein.

### Overige gebouwen en bouwwerken
De muur rondom het tempel-terrein – van buitenaf alleen een simpele witte muur – is beschilderd met scènes uit de Thaise versie van het mythologische Ramakien-verhaal (nr.29). Ook diverse standbeelden in het tempelcomplex vertegenwoordigen figuren uit dit verhaal, met name de reuzen (yaks) van vijf meter hoog (letters A t/m L op de kaart). Ook de apen-koningen en reuzen rondom de gouden chedi's komen in dit verhaal voor.

## Afbeeldingen

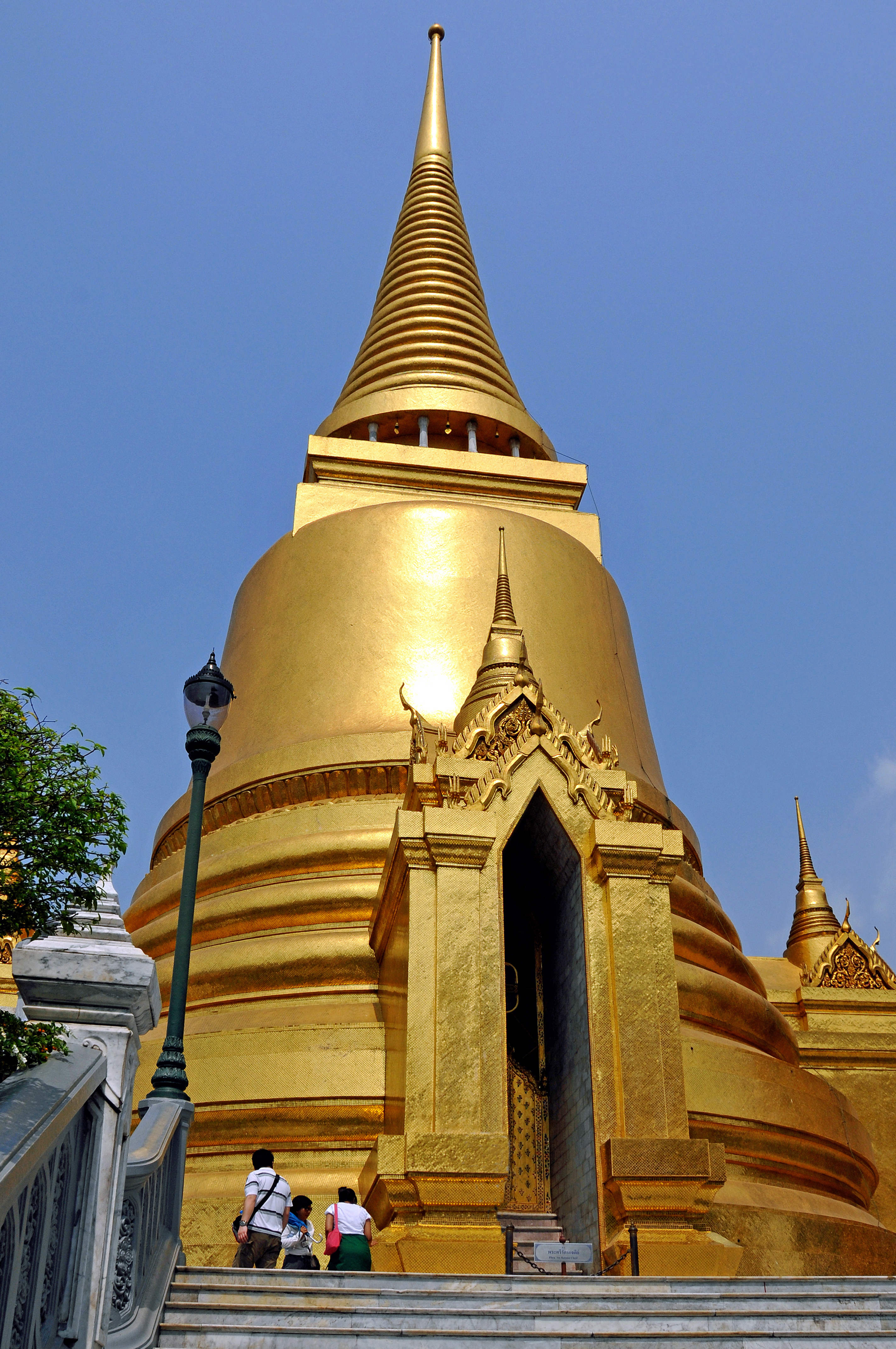
Phra Sri Rattana Chedi
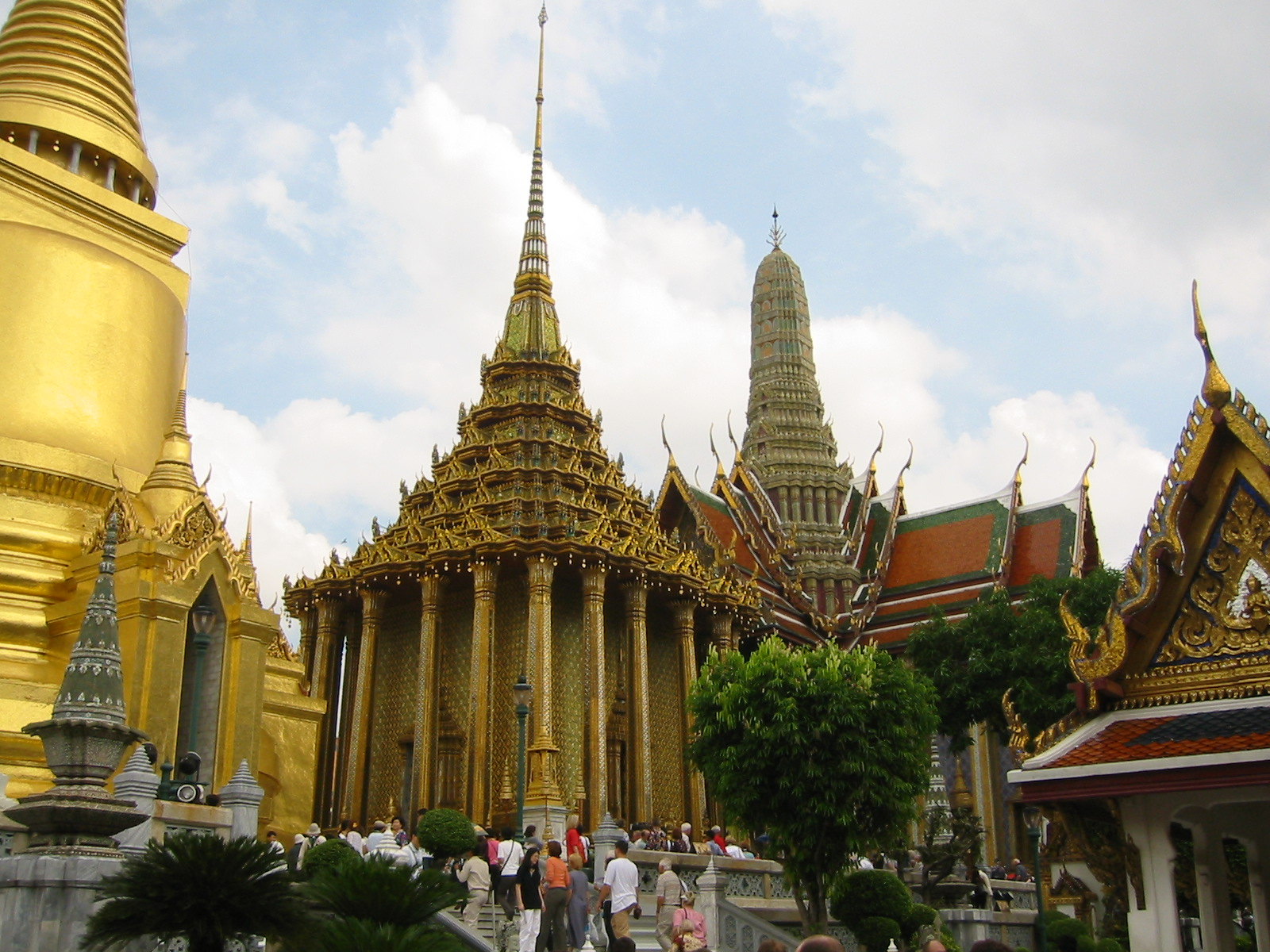
Phra Mondop, de bibliotheek
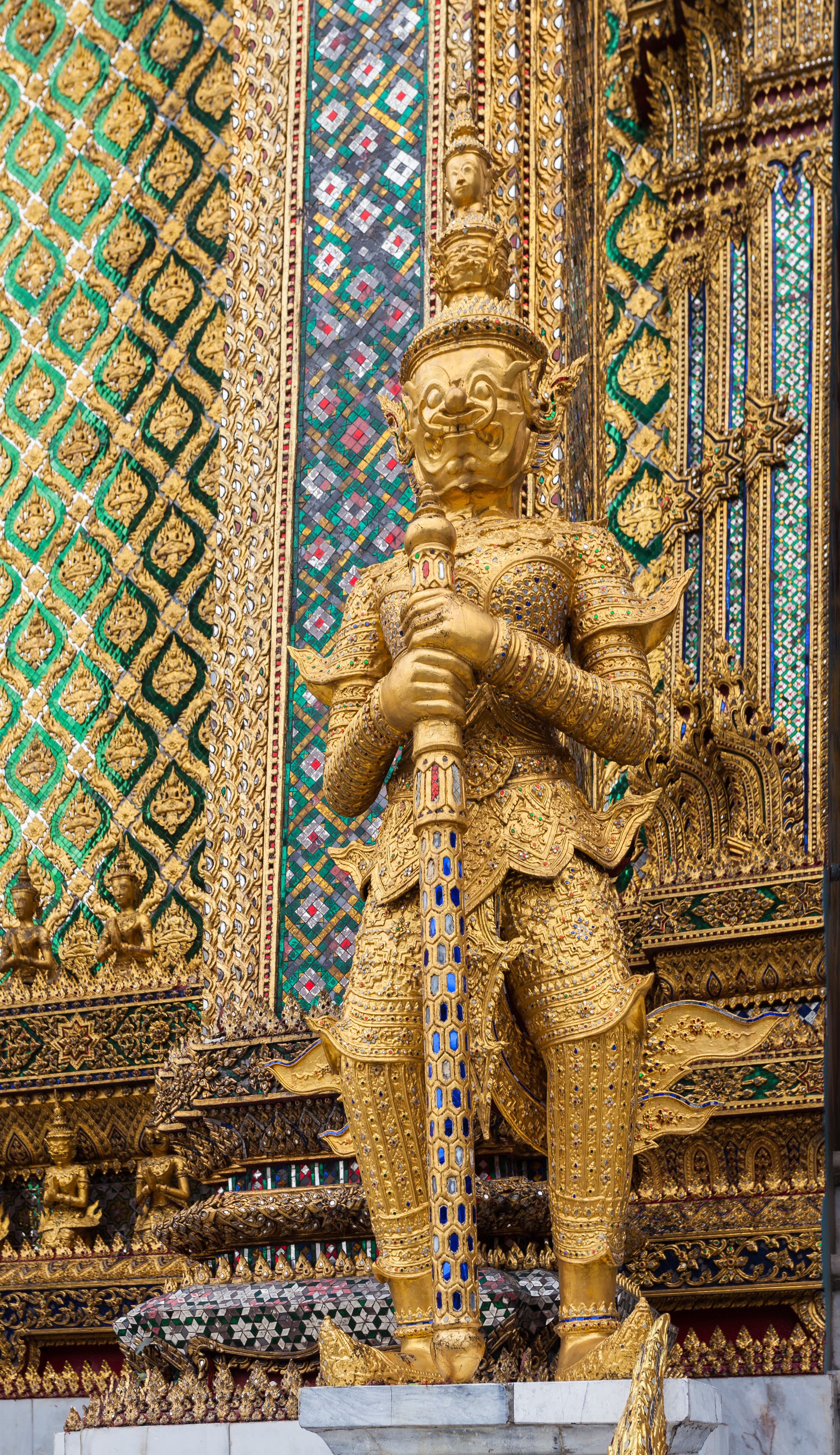
Beeld van wachter bij ingang naar Phra Mondop
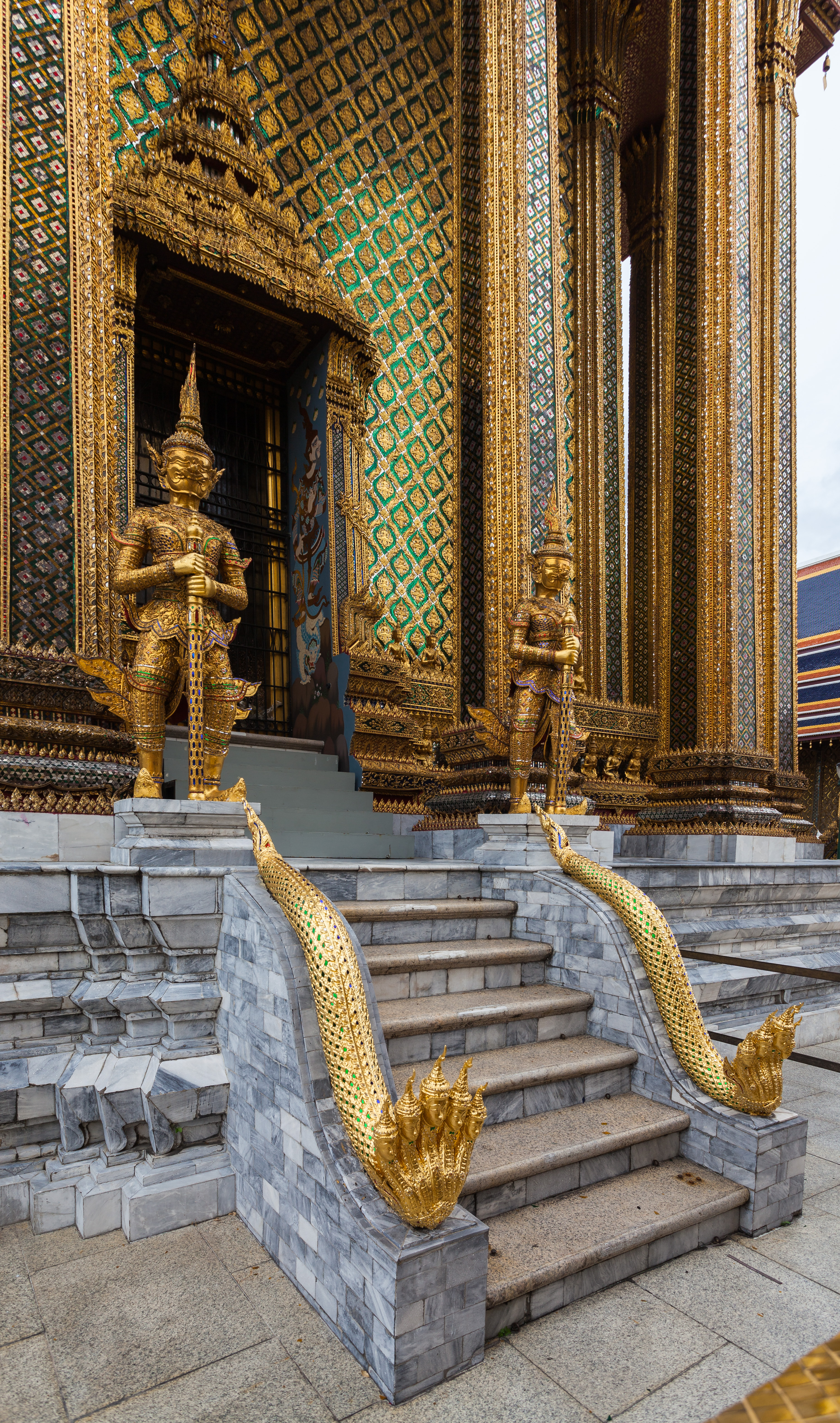
Ingang naar Phra Mondop
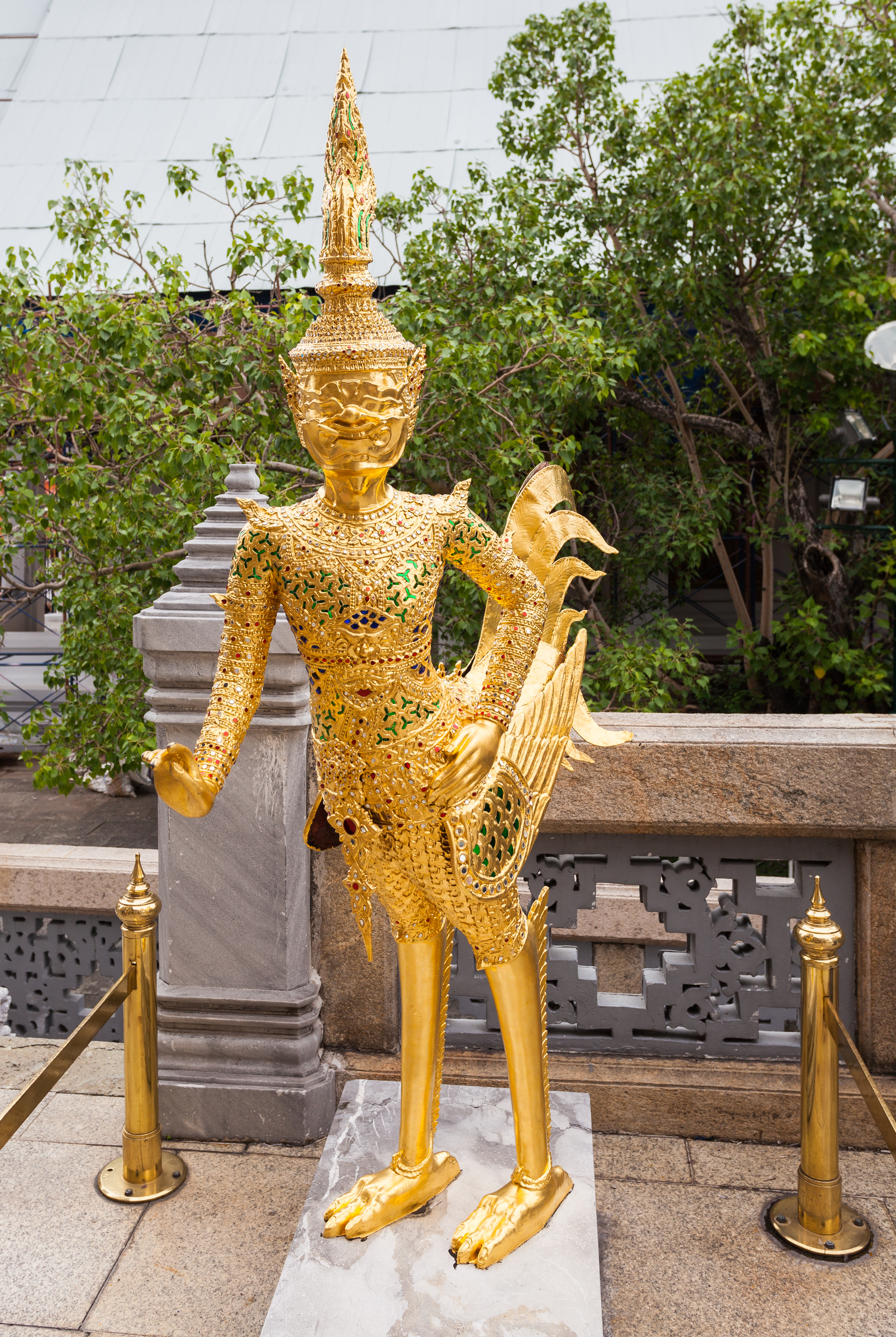
Kinnon (half vogen, half man)
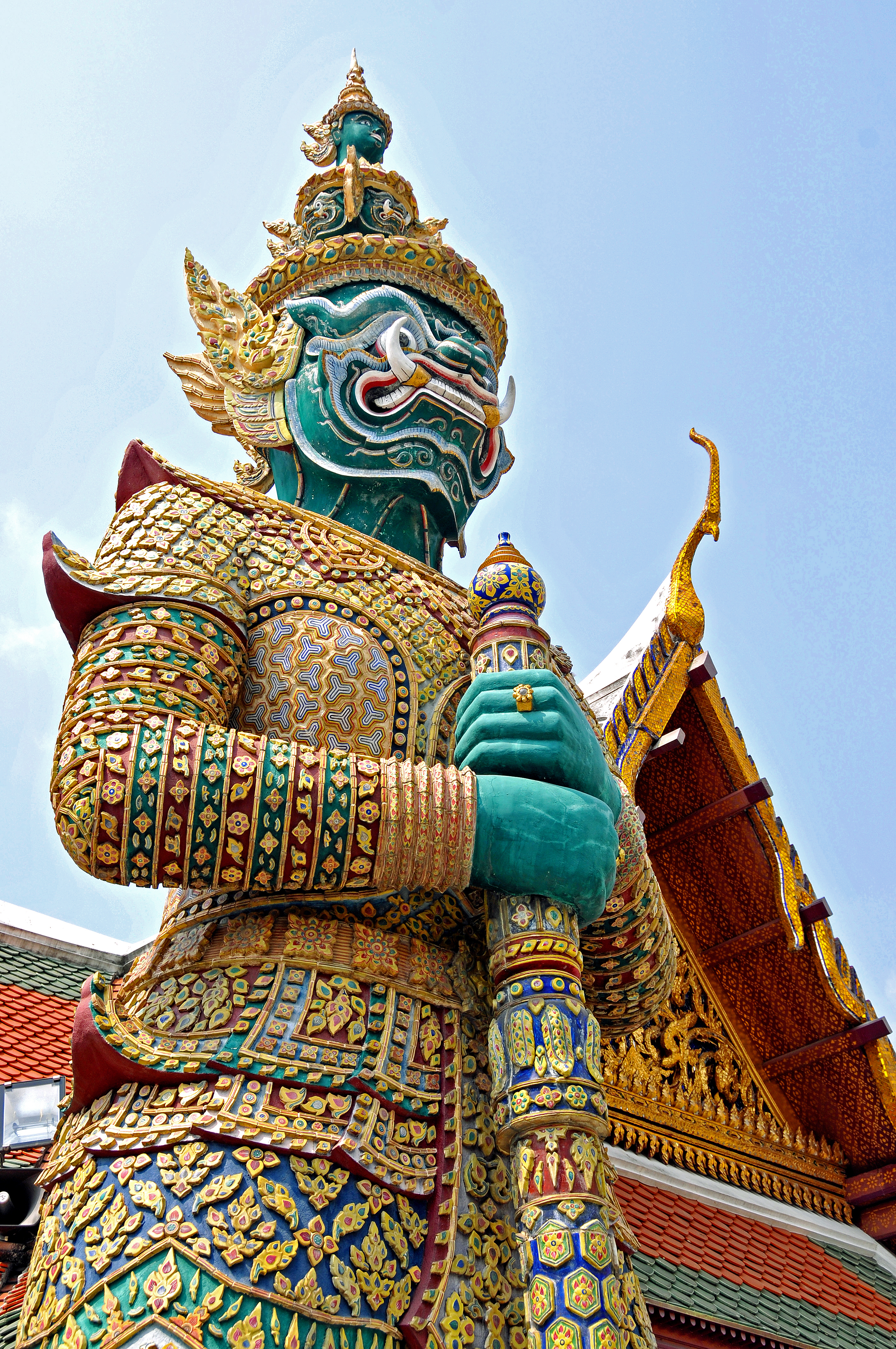
Een van de reuzenyaks
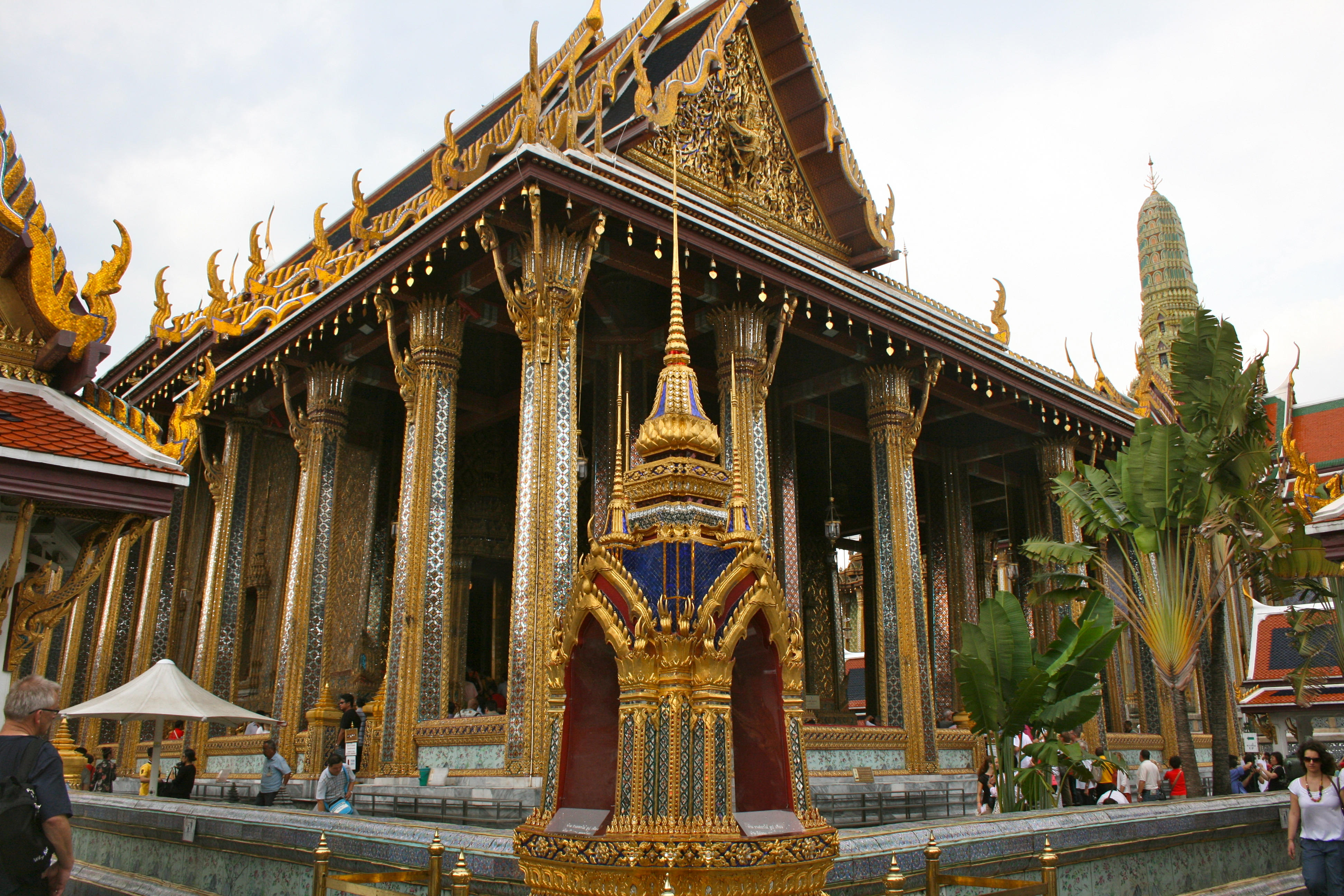
De ubosoth
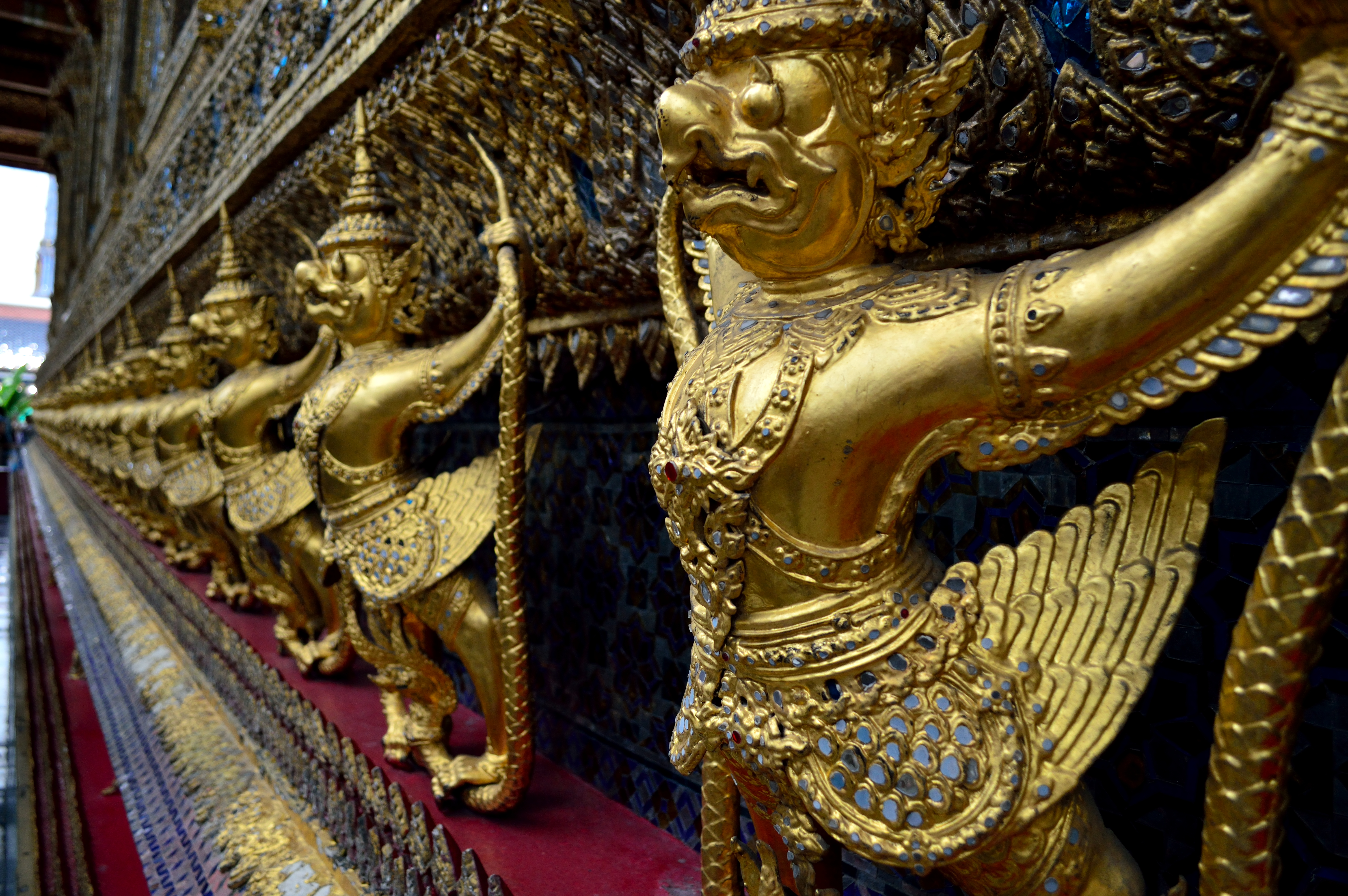
Garoeda's en Naga's, aan de buitenkant van de ubosoth
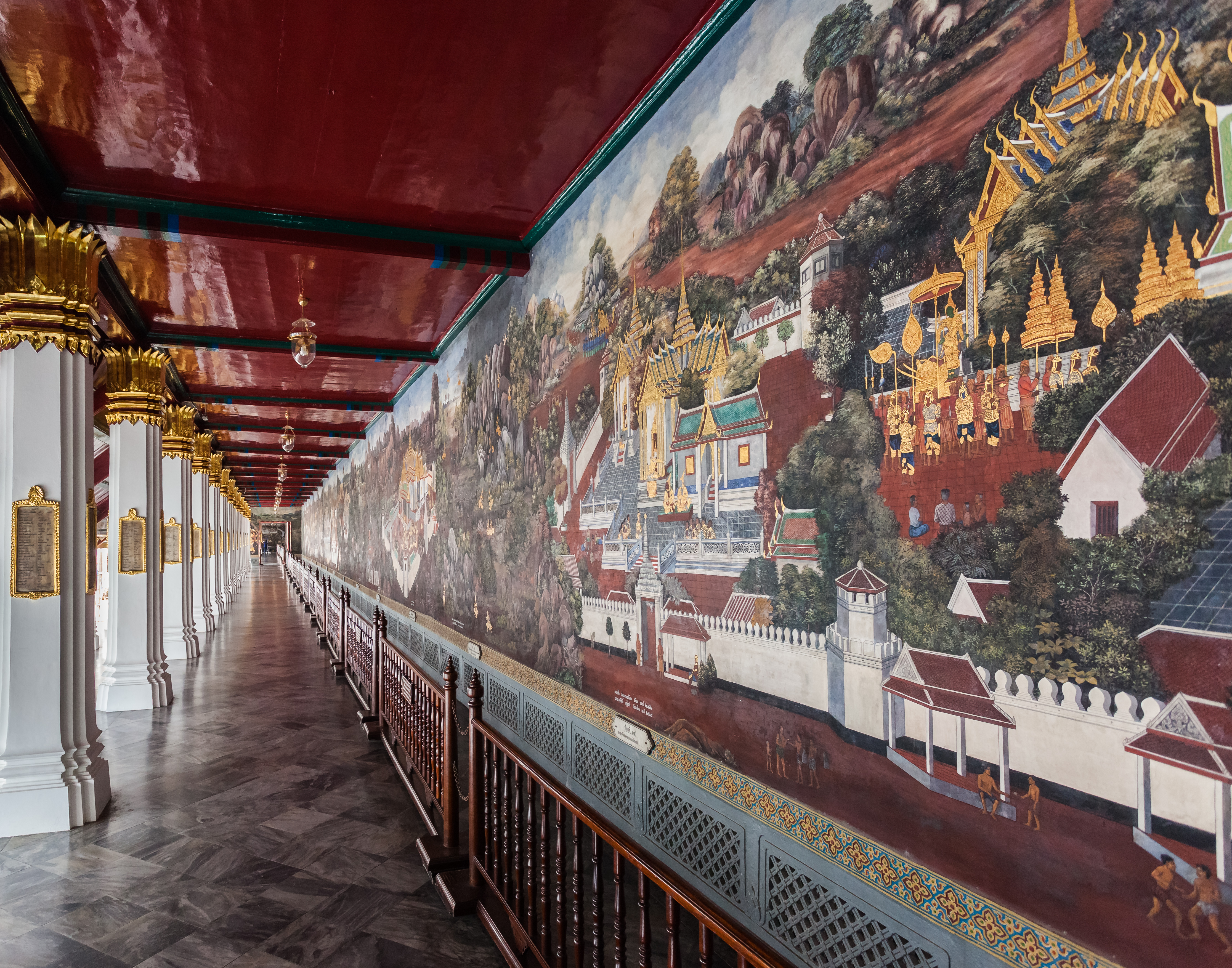
Ramakiengalerij
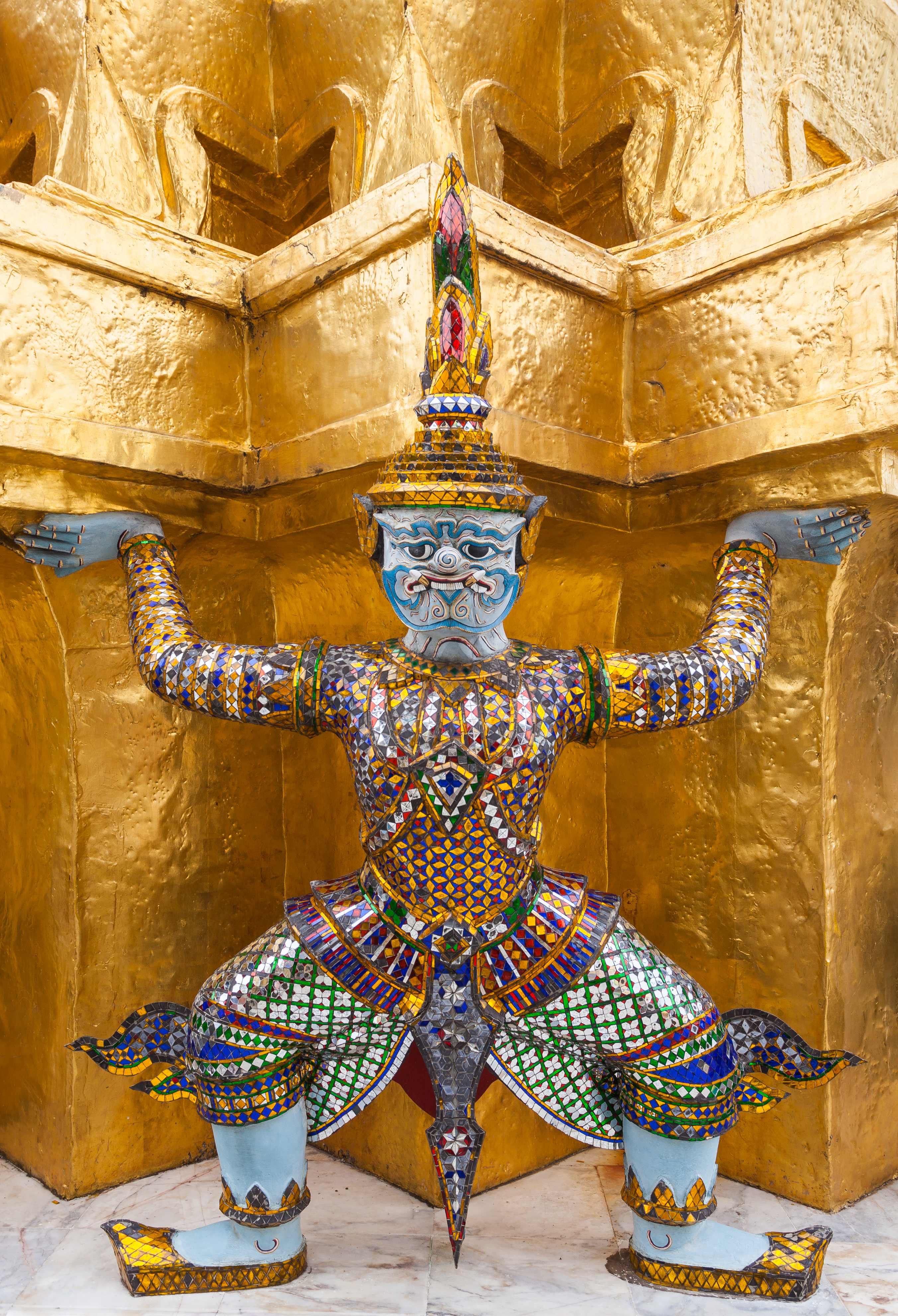
Reus uit Ramayana bij gouden chedi
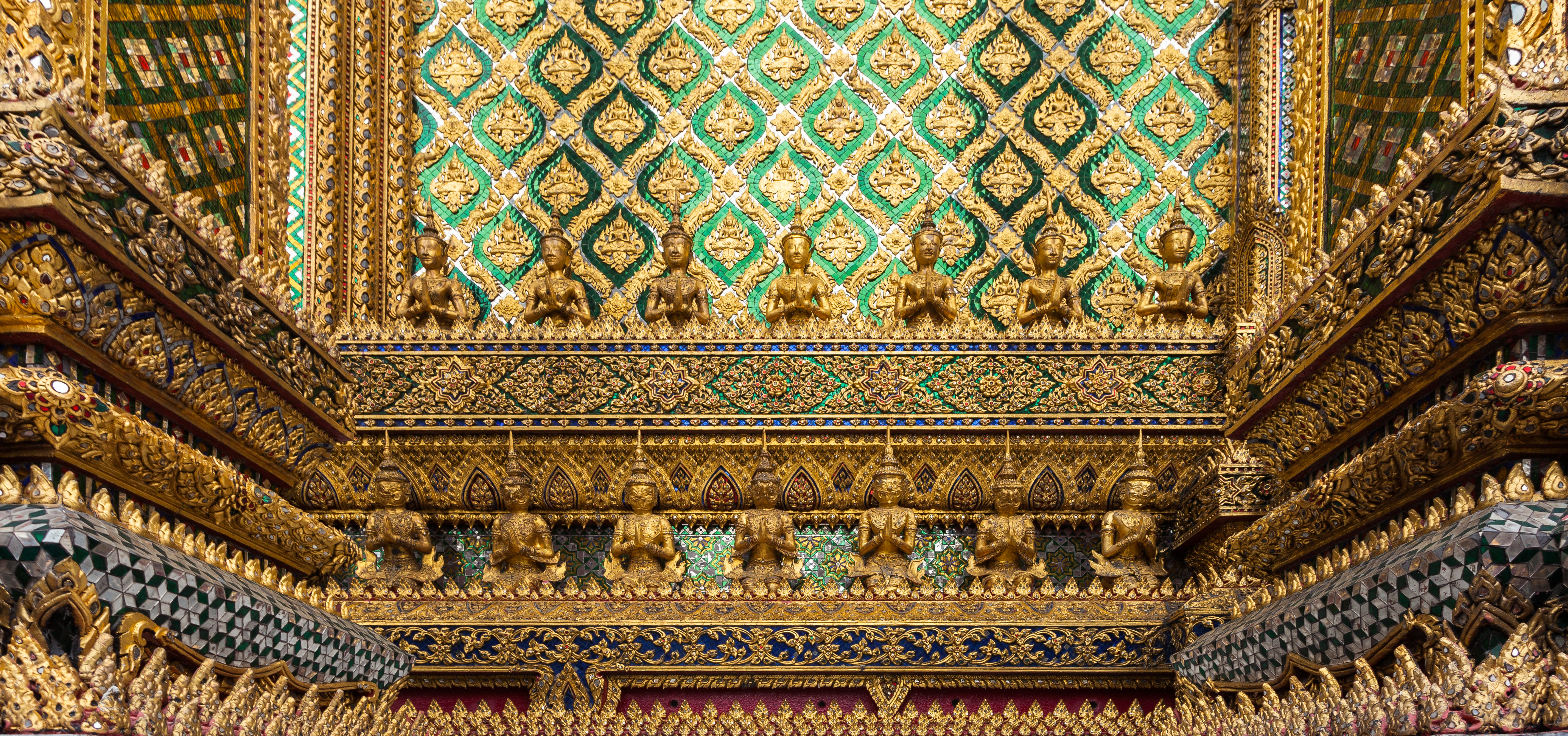
Phra Mondop
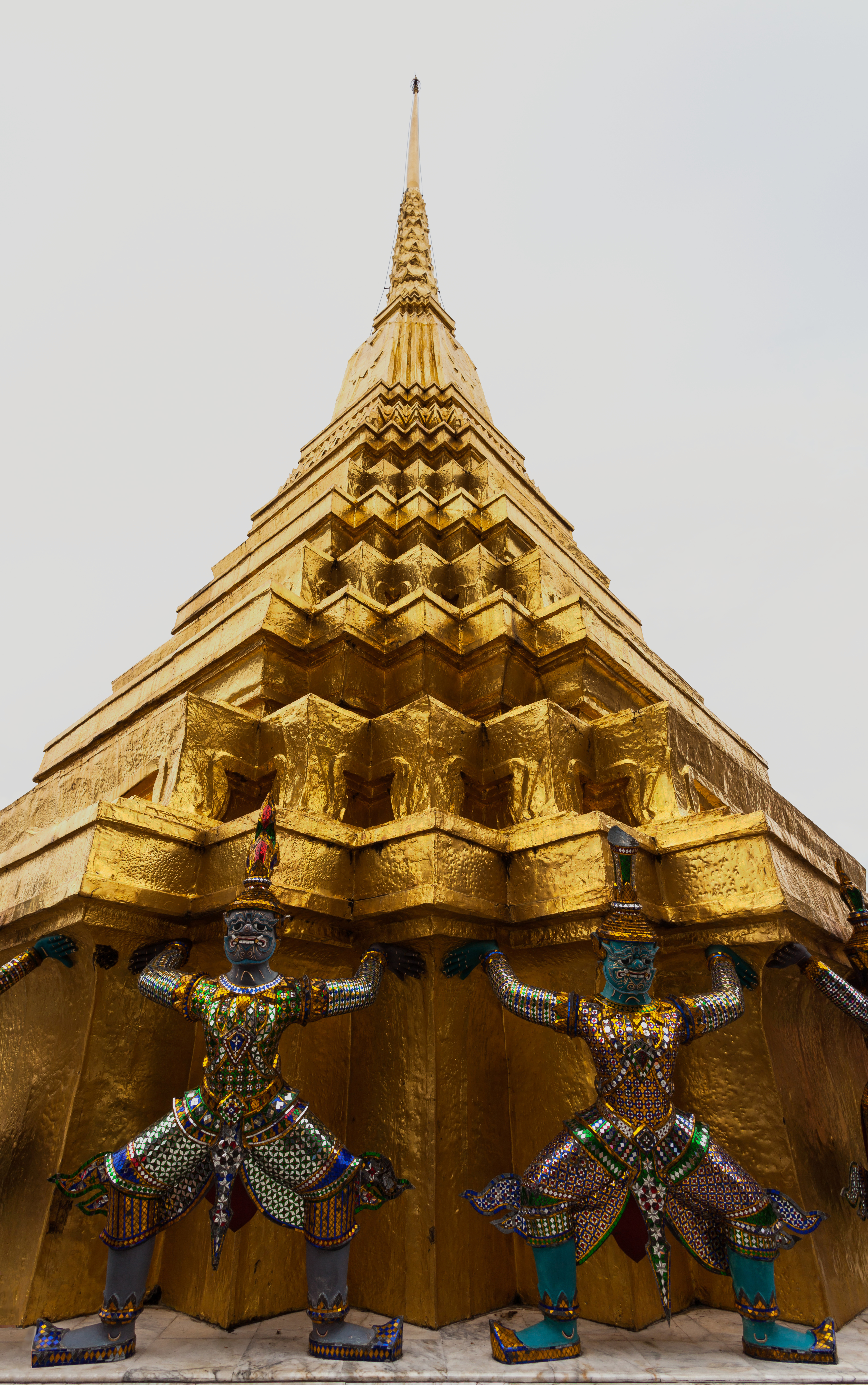
Prasat Phra Thep Bidon
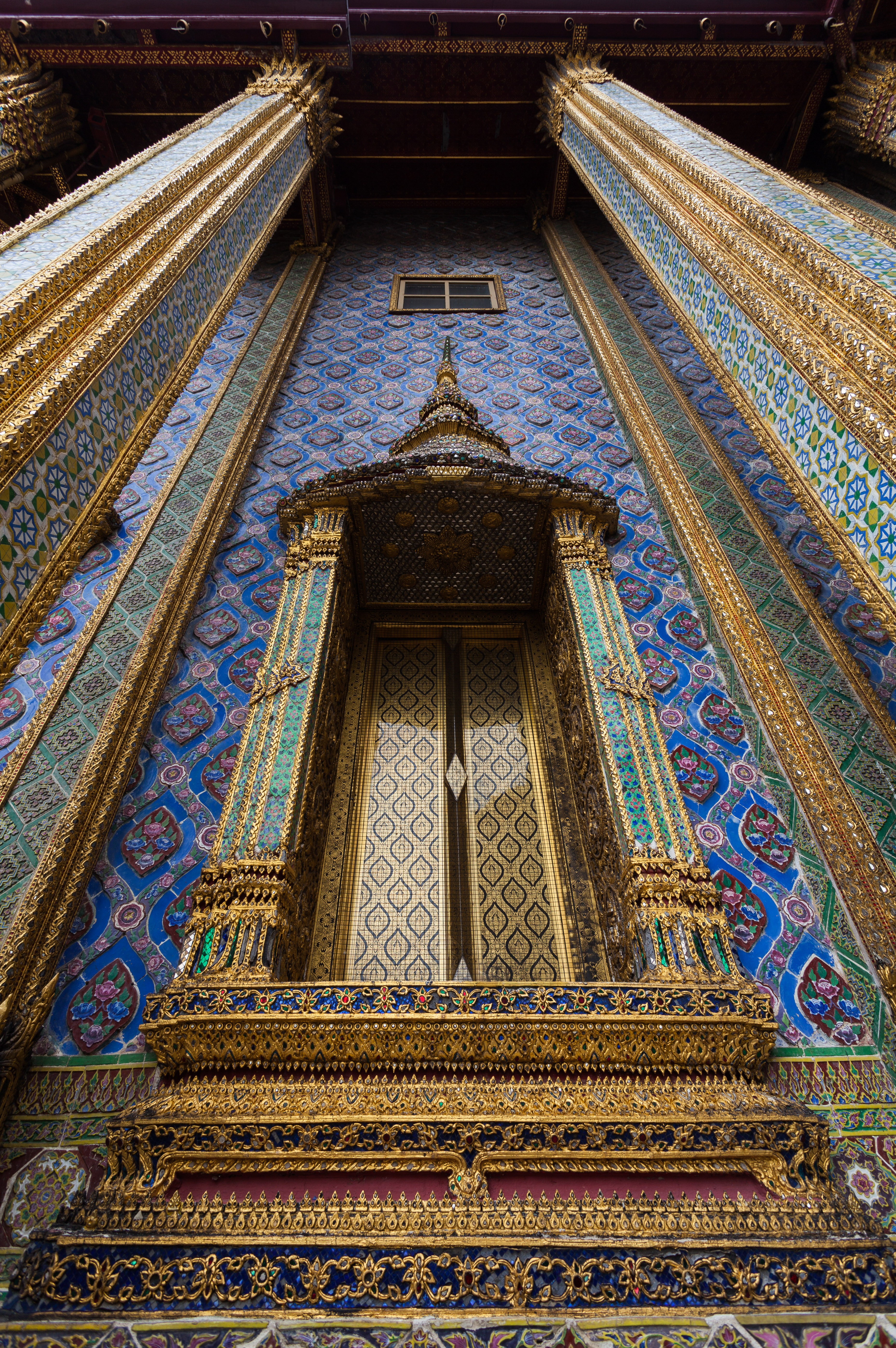
Prasat Phra Thep Bidon